# قوشه تپه قزل‌آباد ۱
قوشه تپه قزل آباد ۱ مربوط به هزاره اول قبل از میلاد است و در شهرستان همدان، بخش فامنین، روستای قزل آباد واقع شده و این اثر در تاریخ ۱۱ شهریور ۱۳۸۲ با شمارهٔ ثبت ۹۸۶۹ به‌عنوان یکی از آثار ملی ایران به ثبت رسیده است.